# الدوري الجنوبي لكرة القدم 1922–23
الدوري الجنوبي لكرة القدم 1922–23 (بالإنجليزية: 1922–23 Southern Football League)‏ هو موسم من الدوري الجنوبي الممتاز. فاز فيه نادي بريستول سيتي.